# Erik Orsenna
Érik Orsenna, egentligen Erik Arnoult, född 22 mars 1947 i Paris, är en fransk författare, intellektuell och akademiker.

## Karriär
Efter att ha studerat filosofi, politik, och framför allt ekonomi, blev han forskare och lärare inom internationell ekonomi och utvecklingsekonomi (universitetet i Rouen, universitet i Paris, Ecole Normale Supérieure och London School of Economics). Han blev rådgivare till ministeriet för samarbete 1981 åt Jean-Pierre Cot, med ansvar för råvaror och multilaterala förhandlingar. Efter att ha varit en kulturell rådgivare åt Frankrikes dåvarande president François Mitterrand 1983 till 1984 utsågs han till befälhavare för framställningar åt statsrådet i december 1985, därefter statsråd i juli 2000 (han är för närvarande tjänstledig från den posten).
Orsenna är mycket aktiv och har ett stort antal uppdrag:
- Medlem av Högsta rådet för fransktalande länder
- Sedan 2002 ledamot av styrelsen för koncernen Canal+
- Sedan december 2004 ledamot av styrelsen för Telfrance
- Sedan oktober 2007 är han ledamot i styrelsen för École Normale Supérieure.
- Grundare av och ordförande för Association Hermione-La Fayette, som inrättades 1992 för att slutföra projektet för återuppbyggnad av en sjuttonhundratalsfregatt, Hermione, i Rochefort, Charente-Maritime.[2]
- Ordförande för juryn i Clarapriset, en tävling för att hedra en 13-årig flicka som dog av hjärtfel.[3]

Han fick Goncourtpriset 1988 för L’Exposition coloniale. Han blev invald i franska akademien den 28 maj 1998, samma dag som Georges Vedel.
Han var även ledamot av kommittén för fransk tillväxt, kallad Attalikommissionen, som lämnade sin rapport till landets president den 23 januari 2008.

### Under namnet Erik Arnoult
- 1972: Euro-émissions: nouvelles perspectives bancaires internationales, med Jean-Paul Lemaire
- 1977: Espace national et déséquilibre monétaire
- 1999: Le Conseil d’État: juger, conseiller, servir, (ISBN 2-07-053491-X)

### Under namnet Erik Orsenna
- 1974: Loyola’s blues
- 1977: La Vie comme à Lausanne (ISBN 2-02-004698-9) (Roger-Nimier-prisset)
- 1980: Une comédie française (ISBN 2-02-005601-1)
- 1981: Villes d’eaux, med Jean-Marc Terrasse (ISBN 2-85956-197-8)
- 1988: L’Exposition coloniale (ISBN 2-02-010017-7) (Goncourtpriset)
- 1990: Rêves de sucre (ISBN 2-01-016519-5)
- 1992: Besoin d’Afrique, med Éric Fottorino och Christophe Guillemin, (ISBN 2-213-02761-7)
- 1993: Grand amour (ISBN 2-02-012127-1)
- 1995: Mésaventures du paradis: mélodie cubaine, (ISBN 2-02-022780-0)
- 1995: Rochefort et la Corderie royale, (ISBN 2-85822-136-7)
- 1996: Histoire du monde en neuf guitares, med Thierry Arnoult (ISBN 2-213-59549-6)
- 1997: Deux étés (ISBN 2-213-59903-3)
- 1998: Longtemps (ISBN 2-213-60082-1)
- 2000: Portrait d’un homme heureux: André Le Nôtre (ISBN 2-213-60613-7)
- 2001: La grammaire est une chanson douce (ISBN 2-234-05403-6)
- 2003: Madame Bâ (ISBN 2-213-61545-4)
- 2004: Les Chevaliers du Subjonctif (ISBN 2-234-05698-5)
- 2005: Dernières nouvelles des oiseaux (ISBN 2-234-05759-0)
- 2005: Portrait du Gulf Stream: éloge des courants: promenade (ISBN 2-02-048678-4)
- 2006: Voyage aux pays du coton: petit précis de mondialisation (ISBN 2-213-62527-1)
- 2006: Salut au Grand Sud, med Isabelle Autissier (ISBN 2-234-05906-2)
- 2007: La révolte des accents (ISBN 978-2-234-05789-0)
- 2007: Le facteur et le cachalot, Les rois mages
- 2008: La chanson de Charles Quint (ISBN 978-2-234-06140-8)
- 2008: L’avenir de l’eau, Joseph Kessel-priset 2009 (ISBN 978-2-213-63465-4)
- 2009: Et si on dansait? (ISBN 978-2-234-06058-6 )